# Tre millimetri al giorno
Tre millimetri al giorno (The Incredible Shrinking Man) è un romanzo di fantascienza del 1956 dello scrittore statunitense Richard Matheson.
Da esso è stato tratto il classico del cinema fantastico Radiazioni BX: distruzione uomo (The Incredible Shrinking Man, 1957).

## Trama
Durante una gita in barca, Scott Carey, un uomo come tanti, marito e padre, viene a contatto con una misteriosa sostanza radioattiva e dopo qualche settimana inizia a notare dei cambiamenti. Sta perdendo peso, ma sta anche diventando più basso. Gli esami medici confermano l'incredibile quanto innegabile verità: Scott sta rimpicciolendo, con ritmo costante e inesorabile. Tre millimetri al giorno, per la precisione. E non sembrano esserci vie di scampo. La moglie e la figlia diventano giganti irraggiungibili, il gatto di casa un minaccioso mostro carnivoro. Persa ogni speranza di tornare a una vita normale, Carey si trova a lottare per sopravvivere in un mondo sempre più ostile e minaccioso. Ed è solo l'inizio del suo viaggio verso l'ignoto. Rimasto presto solo, terrorizzato, deve affrontare i limiti estremi dell'esistenza: cosa succederà infatti quando arriverà a misurare zero millimetri? Ma soprattutto, cosa c'è oltre lo zero? Capolavoro del genere fantascientifico e horror, "Tre millimetri al giorno" alterna con crescente suspense scene drammatiche e d'azione e le riflessioni solitarie del protagonista sul destino che lo aspetta. Una potente metafora del ridimensionamento del ruolo del maschio americano nel secondo dopoguerra, ma anche un avvertimento contro i rischi del pericolo nucleare in piena Guerra Fredda e contro il folle e autodistruttivo atteggiamento dell'uomo verso il pianeta.
La copertina di "Urania", di Karel Thole, lo raffigura in lotta con un ragno, divenuto ormai, per lui, un mostro gigantesco.

## Altri media

### Trasposizioni cinematografiche
Quasi immediatamente dopo l'uscita del romanzo, nel 1957, la casa cinematografica Universal Pictures ne acquistò i diritti e produsse il film Radiazioni BX: distruzione uomo (titolo originale: The incredible shrinking man).
Matheson scrisse anche la sceneggiatura per un seguito, che si sarebbe dovuto intitolare The Fantastic Shrinking Girl, in cui la moglie del protagonista, Louise Carey, segue il marito nel suo microscopico mondo. Il film non fu mai prodotto, ma la sceneggiatura fu pubblicata nel 2006 dalla Gauntlet Press nell'ambito di una collezione intitolata Sogni irrealizzati (Unrealized Dreams).
Il romanzo di Matheson ha ispirato il film commedia del 1981, The Incredible Shrinking Woman di Joel Schumacher.

### Fumetti
Il romanzo è stato trasposto nella mini serie a fumetti dell'IDW Publishing, pubblicata in quattro uscite dal luglio all'ottobre del 2015; l'autore dei testi e della sceneggiatura è Ted Adams e i disegni sono di Mark Torres.

## Edizioni
- Richard Matheson, Tre millimetri al giorno, traduzione di Elasia Rossetto, n. 277, Urania, Mondadori, 11 marzo 1962,  p. 144.
- Richard Matheson, Tre millimetri al giorno, traduzione di Elasia Rossetto, n. 774, Urania, Mondadori, 1979,  p. 144.
- Richard Matheson, Tre millimetri al giorno, traduzione di Elasia Rossetto, n. 134, Classici Urania, Mondadori, 1988,  p. 190.
- Richard Matheson, Tre millimetri al giorno, traduzione di Paolo Prezzavento, n. 21, Collezione Immaginario. Dark, Fanucci, 2004,  p. 256, ISBN 8834710495.
- Richard Matheson, Tre millimetri al giorno, traduzione di Paolo Prezzavento, n. 82, collana TIF, Fanucci, 2006,  p. 252, ISBN 88-347-1200-5.
- Richard Matheson, Tre millimetri al giorno, traduzione di Paolo Prezzavento, n. 211 Urania Collezione , Mondadori (in stampa ed in ebook), 2020